# Hemiphileurus isabellae
Hemiphileurus isabellae är en skalbaggsart som beskrevs av Dupuis 2004. Hemiphileurus isabellae ingår i släktet Hemiphileurus och familjen Dynastidae. Inga underarter finns listade i Catalogue of Life.